# Рудник Радіум-Хілл
Рудник Радіум-Хілл (Radium Hill) – колишній гірничодобувний майданчик на півдні Австралії. Перша уранова копальня в історії країни.
Родовище Радіум-Хілл виявили в 1906 році. Далі протягом двох років роботи тут провадив першовідкривач Артур Джон Сміт, а з 1908-го цим зайнялась Radium Hill Company. Розробка велась шахтним способом, а цільовим елементом на даному етапі був радій. Руду відправляли на завод з вилучення радію у Хантерс-Гілл (на східному узбережжі в районі Сіднею). В 1914-му розробку припинили, а наступного року закрили і майданчик в Хантерс-Гілл.
З 1923-го роботи відновила Radium and Rare Earth Treatment Company N.L., що здійснювала вилучення радію (у формі броміду) значно ближче, ніж раніше – на майданчику в Драй-Крік поблизу Аделаїди. Розробка тривала до 1931 року та була припинена через нерентабельність. 
Всього за період діяльності Радіум-Хілл як радієвої копальні тут вилучили 2 тисячі тонн руди. При цьому під час переробки як супутній продукт отримали кілька сотень кілограмів урану, що були реалізовані як жовтий пігмент для скляної та керамічної промисловості. 
В 1950-х роках на тлі розгортання атомних програм в Радіум-Хілл організували повномасштабний видобуток урану. Роботи провадив уряд штату Південна Австралія, а покупцем кінцевого продукту виступала британсько-американська UK-USA Combined Development Agency. Рудник почав роботу в 1954-му із запуском шахти глибиною 420 метрів. Руду подрібнювали, а потім збагачували методом флотації, використовуючи при цьому такі реагенти, як дизельне пальне, жирні кислоти з лляного насіння, пелтоген (сульфонований китовий жир) та крезолову кислоту. 
Для вивозу продукції проклали залізничну колію завдовжки 18 км, що під’єднувалась до залізниці від рудників Брокен-Хілл до узбережжя та дала змогу транспортувати урановий концентрат за 280 км для переробки на заводі з вилучення урану в Порт-Пірі.
Для забезпечення водою спершу збільшили наявну неподалік дамбу Тісдейл (Teasdale), яка перехоплювала води епізодичних дощів та тепер мала змогу утримувати до 55 тис м3. Із запуском проекту його потреба у воді збільшилась до 700 м3 на добу, тому того ж 1954-го ввели в дію трубопровід завдовжки 85 км та діаметром 150 мм, який доправляв ресурс з водосховища Умберумберка, що відносилось до водозабезпечення рудників Брокен-Хілл. 
В 1961 році рудник припинив роботу через вичерпання запасів. Всього тут було видобуто 854 тисячі тонн руди та відправлено до Порт-Пірі 120 тисяч тонн концентрату, що дало змогу отримати 852 тонни оксиду урану (V, VI). В подальшому з відходів переробки також вилучили рідкісноземельні елементи (скандій та ітрій), концентрація оксидів яких в руді Радіум-Гілл могла досягати дуже великих значень.
На місці колишнього рудника залишилось кілька хвостосховищ, що містять 225 тисяч тонн радіоактивних матеріалів. В 1981-му їх засипали грунтом.